# Вадфрадад I
Вадфрадад (II век до н. э. — II век до н. э.) — правитель Персии во II веке до н. э.

## Биография
Вадфрадад I, преемник Вахбарза либо Байдада, был династом (фратаракой) Персиды, правившим во II веке до н. э. Как отметил P. Тада, особенности монет Вадфрадада I свидетельствуют о прямой претензии этого правителя на независимость от государства Селевкидов. По мнению Дж. Визесхофера, опирающегося на сведения Юстина, Вадфрадад I заключил союз с воевавшим с парфянами Деметрием II.
Преемником Вадфрадада I стал Вадфрадад II либо Байдад.